# Burlington (Maine)
Burlington – miasto w Stanach Zjednoczonych, w stanie Maine, w hrabstwie Penobscot.